# Ødemark (Bromme Sogn)
 For alternative betydninger, se Ødemark. (Se også artikler, som begynder med Ødemark)
Ødemark er en gammel gård, som nævnes første gang i 1280. I gamle dage hed gården Øthemark. Gården ligger i Bromme Sogn i Sorø Kommune. Hovedbygningen er opført i 1880 af arkitekt Hans J. Holm og ombygget i 1935-36 ved arkitekt Tyge Hvass.
Ødemark Gods er på 364,4 hektar med Herrestrupgård.

## Ejere af Ødemark
- (før 1280) Kronen
- (1280-1536) Sorø Kloster
- (1536-1664) Kronen
- (1664-1674) Jens Lassen
- (1674-1718) Forskellige ejere
- (1718-1731) Kronen
- (1731-1742) Urban Jacobsen Bruun
- (1742-1744) Elisabeth Steen gift Bruun
- (1744-1738) Forskellige ejere
- (1783-1791) Adam Gottlob Severin Kraft
- (1791-1796) Forskellige ejere
- (1796-1805) Valentin Hansen
- (1805-1826) Hans Frederik Rudolph Grabow Juel
- (1826-1846) Hannibal Julius Petersen
- (1846-1871) Peter Julius August Petersen
- (1871-1910) Julius A. Petersen
- (1910-1935) Ejnar Julius Petersen
- (1935-1947) Herman Friedrich Acker
- (1947-1953) Helge du Plessis de Richelieu
- (1953-1954) Statens Jordlovsudvalg
- (1954-1967) O. Friis / Erna Friis
- (1967-1977) Svend Holst Frederiksen
- (1977-1987) Karin Holst
- (1987-1994) Tage Hvid Petersen
- (1994-1999) Arne Sejrsgaard-Jacobsen
- (1999-2005) Hans Peter Egeskov / Else Marie Egeskov
- (2005-) Lars Kronshage[1]

|  | Denne artikel om en bygning eller et bygningsværk kan blive bedre, hvis der indsættes et (bedre) billede. Du kan hjælpe ved at afsøge Wikimedia Commons for et passende billede eller lægge et op på Wikimedia Commons med en af de tilladte licenser og indsætte det i artiklen. |